# 辛次膺
辛次膺（1092年—1170年），字起季，莱州（今山东省莱州市）人，南宋政治人物，宋孝宗时参知政事。

## 生平

### 早年
辛次膺幼年喪父，跟随母亲在丹徒依附外氏王圣美。辛次膺幼年時就非常聰明，勤於學習。每天誦讀詩書都達1000多字，在政和二年（1112年）便考中進士，那時候他才剛滿20歲（弱冠）。歷任官職做到单父县丞。

### 經歷
他當官時剛好遇到山東大亂的時候（公元1128年，金人进攻山东，北宋刘豫任知济南府，他见北方大乱，杀勇将关胜而降，山东大乱），举室南渡。他借助参政孟庾的推荐，於是宋高宗便召見他，命令他回答有关政事、经义等方面的问题。辛次膺奏言“（宋高宗）用人贵于人要务实，施令在于必定实行。希望皇帝敕令各郡邑视察农耕减轻征税，各地要重视农业抑制商业。”辛次膺后来在建康行宫拜见高宗，首先言及解决当世的弊病，皇帝听了认为很好，敕令将他所走的奏章张贴在朝堂之上。

#### 與秦檜的恩怨
绍兴年间，辛次膺任右正言，力主抗金，曾经前后七次上疏劝谏高宗不要和金国议和，不过最终他没能成功。宋金议和后，辛次膺非常愤怒，上疏对以秦檜为代表的主和派为一己私利卖国求荣的丑恶行径进行了猛烈的抨击;秦桧利用职权为妻兄加官，辛次膺立即向高宗弹劾秦桧，历数秦桧妻兄和亲家投拜金贼、佃占官田的卖国谋私行径，高宗本打算追究此事，後來卻被秦檜的花言巧語勸住了，辛次膺知道后立即上疏指责秦桧。所以秦檜非常討厭辛次膺。

#### 罷官
辛次膺請求辭去官職，担任直秘阁、湖南提刑。宋金和约修成，辛次膺听说后极其愤慨，痛谏说：“臣近来观看邸报，才知到朝廷突然委屈自己向金朝自称藩国，臣不知这样做对不对。古语说‘父之仇不报不与敌人共戴天，兄弟之仇不报不撤兵’。陛下放弃仇恨，宽释怨怼，使您这万乘之尊的帝王身份降下来来取悦仇敌（金朝），天下的百姓，果真就能消除他们的怨痛来遵从陛下的志向吗？”书奏，朝廷没有回复。不久，金朝攻陷宋的三座城。

### 晚年
辛次膺罢官后，奉祠（宋代设宫观使、判官、都监、提举、提点、主管等职,以安置五品以上不能任事或年老退休的官员等）。秦桧因为辛次膺身负大名，想先移书（发送公告），然后渐渐地收用辛次膺，辛次膺看了后，笑而不答。辛次膺罢官过了十六年，贫困的厉害，但没有一丁点儿央求于人。秦桧死后，辛次膺才起知婺州，不久升迁代理给事中。遭遇母丧，请求纳禄（辞官）。后来孝宗即位，手诏急促召见辛次膺。后来辛次膺历任御史中丞、同知枢密院事，最后拜参知政事，他因为有病极力请求辞官。乾道六年闰五月去世，享年七十九歲。 

## 原文
辛次膺，莱州人。幼孤，从母依外氏王圣美于丹徒。俊慧力学，日诵千言。甫冠，登政和二年进士第，历官为单父丞。值山东乱，举室南渡。用参政孟庾荐，召对，奏“用人贵于务实，施令在于必行。愿敕郡邑省耕薄征，务农抑末。”见高宗于建康行宫，首言救世之弊，上称善，敕以所奏榜朝堂。
绍兴间，擢右正言。奏：“愿阅兵将，亲简拔，揽恩威之柄，使人人知朝廷之尊。左右近习，久则干政，愿杜其渐。”又奏：“今主议者见小利忽大计，偏师偶胜，遽思进讨，便谓攻为有余；警奏稍闻，首陈退舍，便谓守为不足。愿严纪律，谨烽燧，明间探。”上皆信纳。王伦使北请和，次膺言：“宣和海上之约，靖康城下之盟，口血未干，兵随其后。今日之事当识其诈。”
时秦桧在政府，为其妻兄王仲薿叙两官。次膺劾仲薿奴事朱勔，投拜金酋，罪在不赦。又劾知抚州王唤违法佃官田，不输租。唤，桧之妻兄也。章留中。次膺再论之曰：“近臣奏二人，继闻追寝除命，是皆桧容私营救，陛下曲从其欲，国之纪纲，臣之责任，一切废格。借使贵连宫掖，宠任非宜，臣亦得论之，而大臣之姻娅，乃不得绳之耶？望陛下奋乾刚之威，戒蒙蔽之渐。”
求去，除直秘阁、湖南提刑。金好成，次膺极愤慨，痛谏曰：“臣近观邸报，乃知朝廷遽欲屈己称藩，臣未知其可。‘父之仇不与共戴天，兄弟之仇不反兵’。弃仇释怨，降万乘之尊以求说于敌，天下之人，果能遂亡怨痛以从陛下之志乎？”书奏，不报。金陷三京。
次膺罢，奉祠。秦桧以其负重名，欲先移书，当稍收用，次膺笑而不答。阅十六年，贫益甚，亡毫发求于人。桧死，起知婺州，擢权给事中。丁母忧，乞纳禄。后孝宗即位，手诏趣召。历御史中丞、同知抠密院事，后拜参知或事。以疾力祈免。乾道六年五五月卒，年七十九。
次膺孝友清介，立朝謇谔。仕宦五十年，无丝毫挂吏议。为政贵清静，先德化，所至人称其不烦。善属文，尤工于诗。
（選自《宋史》有刪改）

## 主要作品
著述尚有《属辞比事》5卷、《奏疏》10卷、《笺表》10卷传世。

## 延伸阅读
[在维基数据编辑]
 《宋史/卷383》，出自脱脱《宋史》